# Dalbergia cuscatlanica
Dalbergia cuscatlanica là một loài thực vật có hoa trong họ Đậu. Loài này được (Standl.) Standl. miêu tả khoa học đầu tiên.